# میزل برادرز
میزل برادرز (انگلیسی: Mizell Brothers) گروهی تهیه‌کننده در دهه ۱۹۷۰ بودند، متشکل از لری میزل (زاده ۱۷ فوریه ۱۹۴۴) و آلفونسو فونس میزل (۱۵ ژانویه ۱۹۴۳ – ۵ ژوئیه ۲۰۱۱). آن‌ها با هنرمندانی همچون جکسون فایو، مایکل جکسون، جرمین جکسون و ماری ولز همکاری کرده‌اند.